# Pierre Louis Girard-dit-Vieux
Compléments
Religion Protestante
Le baron Pierre Louis Girard-dit-Vieux, né à Genève en république de Genève le 17 décembre 1778 et mort à Bains-les-Bains en France le 30 mars 1847, est un officier français, maire de Bains-en-Vosges de 1826 à 1846.

## Biographie
Pierre Louis Girard-dit-Vieux est le fils aîné, du général baron général Jean Pierre Girard-dit-Vieux et de la première femme de celui-ci, Suzanne Benoît (1756-1804). Le jour de Noël 1778, il est baptisé au temple de Saint-Gervais à Genève par le pasteur Mouchon. Son acte de naissance porte le nom de Girard-dit-Guerre, celui de ses ancêtres Genevois, mais, comme son père, il n'est connu en France que sous le nom de Girard-dit-Vieux et désire être désigné par ce patronyme.
Il n'a pas encore dix-huit ans lorsqu'il entre au 8e régiment de hussards. Son père le fait nommer le 2 janvier 1802 à la 16e division, qu'il commande par intérim en qualité d'aide de camp. Il s'illustre sur les champs de bataille avec l'armée d'Allemagne, l'armée des côtes de l'Océan. 
Il participe à la campagne d'Espagne. A la fin de 1808, il détient le grade de lieutenant, au 25e régiment de dragons. Durant cette campagne, il est blessé d'un coup de feu le 8 octobre 1811. Il participe avec la 2e brigade du général Boyer, à la victoire de la bataille des Arapiles ,le 22 juillet 1812. 

Il poursuit par la campagne d'Allemagne, où il est grièvement blessé de plusieurs coups de lance lors de la bataille de Gross-Beeren,. Durant cette même campagne d'Allemagne, alors qu'il est capitaine au 12e régiment de hussards tout nouvellement créé, il est fait chevalier de la Légion d'honneur par décret du 14 juillet 1813 et est nommé chef d'escadron. Il participe aussi à la campagne de France en 1814. 

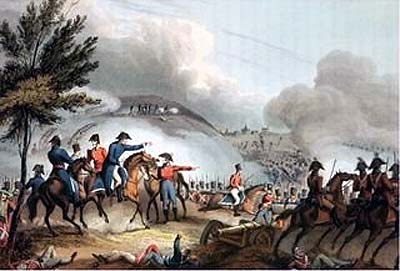
Bataille des Arapilles

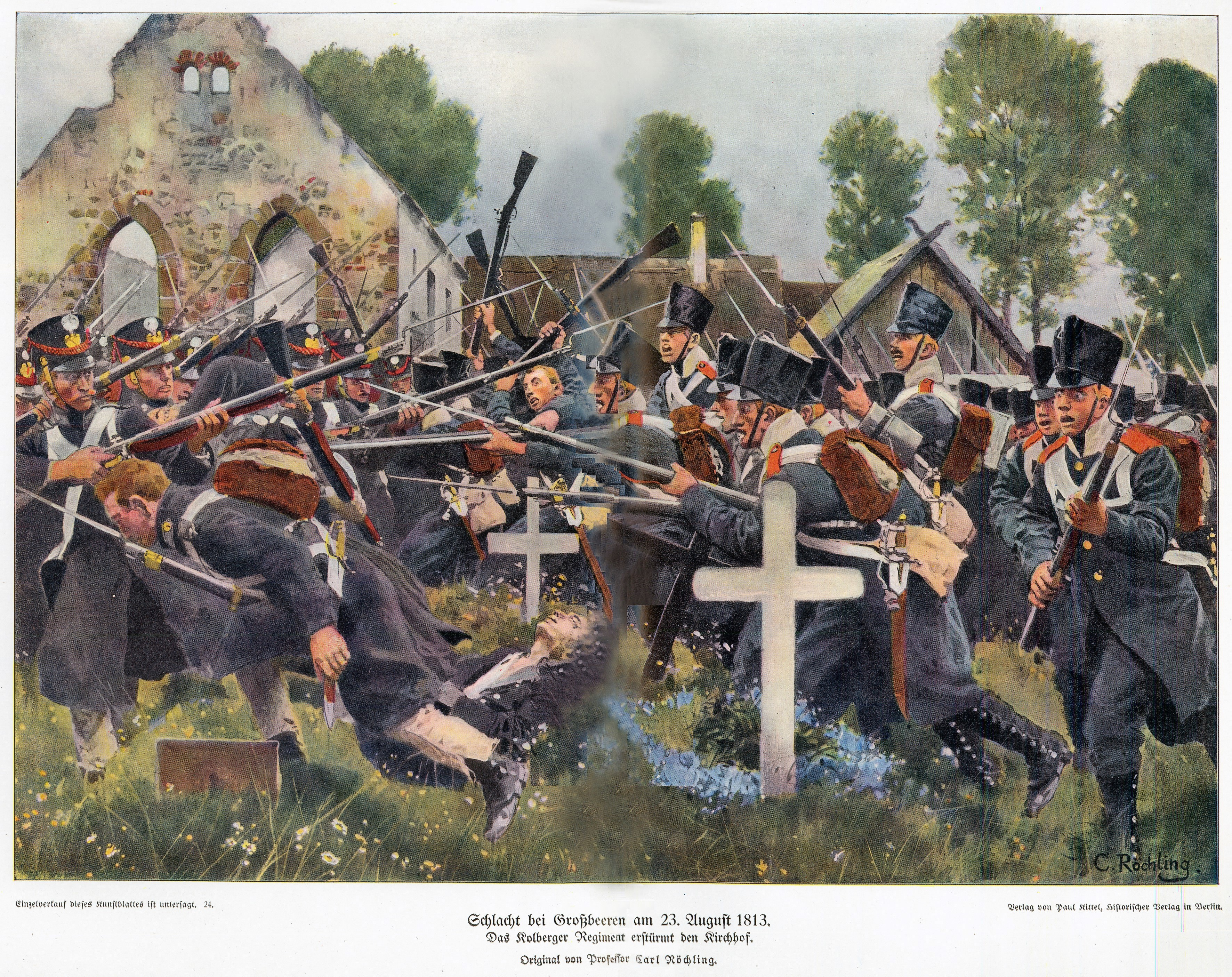
Bataille de Gross-Beeren

Lorsque le roi Louis XVIII succède à Napoléon Ier, le régiment du baron Girard, le 31e régiment de chasseurs à cheval , est dissous et versé au 14e régiment de chasseurs à cheval. Il prête serment au roi et est fait chevalier de Saint-Louis le 11 octobre 1814. Quand Napoléon débarque au Golfe Juan en mars 1815, il rejoint avec son régiment la petite armée levée dans le Midi par le Duc d'Angoulême. Le 14e Chasseurs sera placé sous les ordres du général Merle. Il reste fidèle au Duc d'Angoulême, alors que de nombreux éléments du 14e Régiment de chasseurs passent aux troupes impériales, près de Valence. Comme le notifie son dossier à la chancellerie de la Légion d'honneur estitué par Bonaparte le 24 avril 1815.
Mis en demi-solde, il quitte l’armée active en novembre 1815, mais reste officier de réserve jusqu'en 1838. Par ordonnance royale du 20 mars 1817, le roi lui accorde la nationalité française par Lettres de déclaration de naturalité .

## Maire de Bains-en-Vosges
Il rencontre en 1815 Marie Poirot, la fille du maire de Bains et l'épouse le 15 novembre 1819 et devient citoyen de Bains-en-Vosges. Le couple aura deux enfants, un fils mort-né et une fille Elisabeth, qui sera admise comme élève à la Maison d'éducation de la Légion d'honneur de Saint-Denis, où elle décède cependant à l'âge de douze ans.

### La modernisation de la ville thermale
Girard-dit-Vieux, ne peut que déplorer l’état décrépit du bourg, qui peut rebuter les curistes. Devenu maire de la commune le 15 décembre 1826, il s’emploie à rendre la localité agréable. 

« Mais une main ferme, une volonté d'airain, brisant tous les obstacles, refoulant sans pitié toutes les vieilles habitudes, la volonté d'un brillant officier du 1er Empire, du baron Girard, a fait sortir, comme par enchantement, comme si elle eut été douée d'un pouvoir magique, le maussade village de Bains de son état d'abaissement et d'obscurité, et lui a fait prendre rang, parmi les cités, contre le gré de ses habitants, sans doute, mais pour la plus grande satisfaction de ses hôtes d'été. »

Il fait supprimer les tas de fumier au-devant des fermes, paver les rues et procéder à leur éclairage par des réverbères à huile, il fait aménager des promenades où il dispose des bancs de pierre, installer des fontaines, restaurer et créer de nouveaux chemins vicinaux, creuser des fossés le long des routes et bâtir des ponts de pierre pour franchir les ruisseaux. Son remarquable travail sur les chemins vicinaux lui fait même recevoir une médaille. Il veille à ce que la police municipale fasse appliquer les règlements, demande qu’une caserne de gendarmerie soit établie, réinstaure un marché hebdomadaire le vendredi. Il fait bâtir un hôtel de Ville, restaurer l’église Saint-Colomban qui menace ruine et la dote de grandes orgues et de nouvelles cloches. Il convainc aussi les propriétaires des eaux de moderniser leur établissement thermal, donne à sa ville une « salle d’asile », ancêtre de nos écoles maternelles, fait rebâtir l’hospice et inaugure la première bibliothèque publique. En plus de toutes ces transformations apportées à la cité thermale, il prend d'énergiques mesures pour gérer les conséquences de terribles inondations durant la nuit du 10 au 11 décembre 1833, catastrophe qui détruit, entre autres, tous les ponts de la ville.

Le Conseil Général des Vosges reconnait l'excellente administration de Girard-dit-Vieux. On peut lire dans les Rapports et délibérations de 1844:

« Vous savez, Messieurs, à quel degré d'excellente police est parvenue la ville de Bains sous l'administration éclairée de M. le baron Girard, modèle parfait du bon citoyen et du bon maire : n'est-ce pas dire avec quel empressement en toute occasion l'administration seconde des vues toujours empreintes de prévoyance et d'utilité. »

Il manque encore à Bains des logements confortables ; c'est ce que déplore Chevallier dans son rapport sur les eaux thermales de Bains, tout en étant persuadé que Girard va convaincre ses administrés d'y remédier.  
Les résultats de toutes ces transformations ne se font pas attendre, Bains-en-Vosges reçoit environ 350 baigneurs en 1810, on en comptabilise 1164 à la fin de son mandat de maire en 1846. 
Enfin Bains doit au baron Girard ses armes : D'azur, à la fontaine d'or, jaillissante et rayonnante d'argent, accompagnée en chef d'un B d'or clouté de cinq pièces d'argent à dextre et d'une abeille d'or à senestre et son titre de ville, accordé par décision préfectorale du 24 juin 1829.

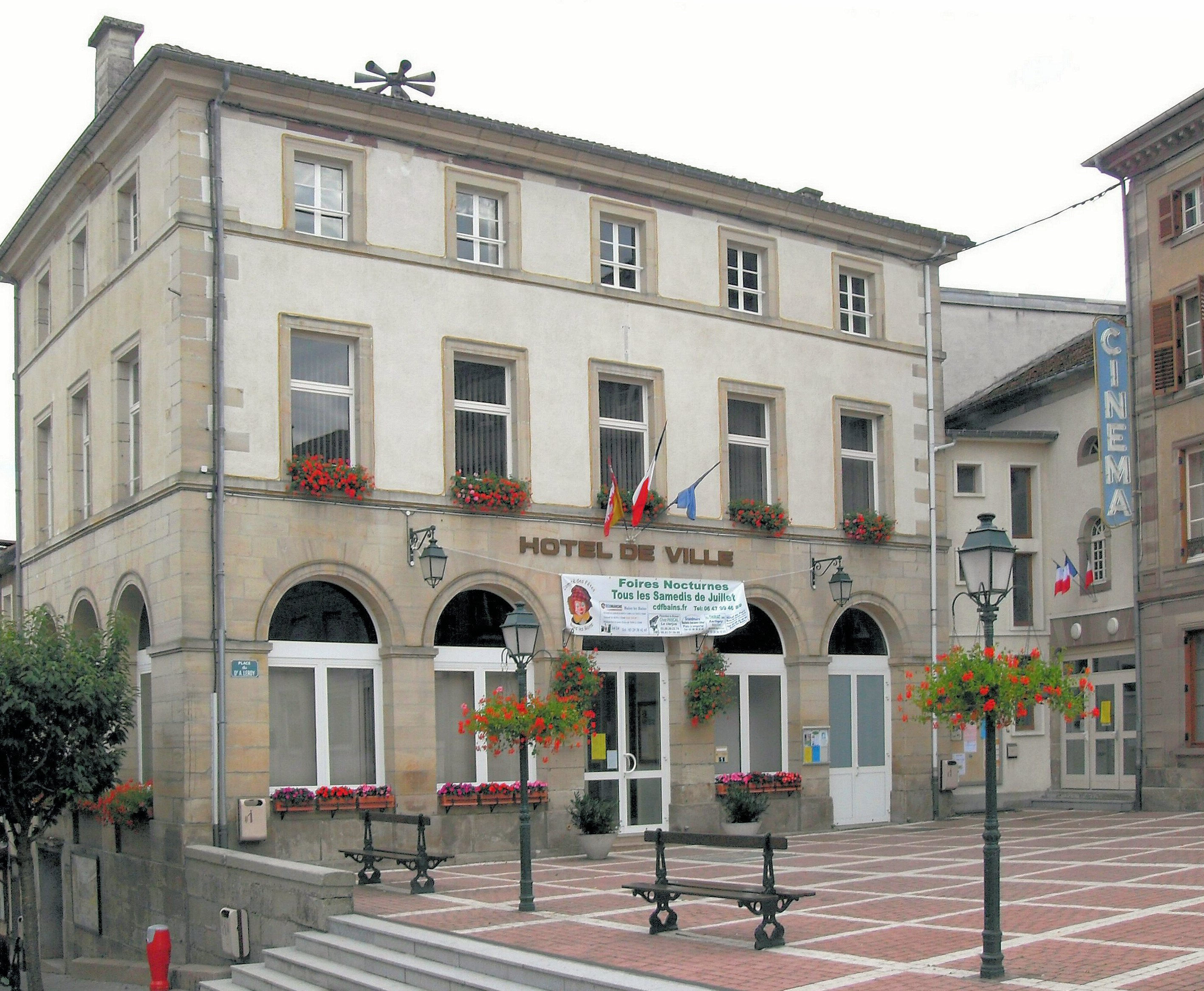
Hôtel de ville
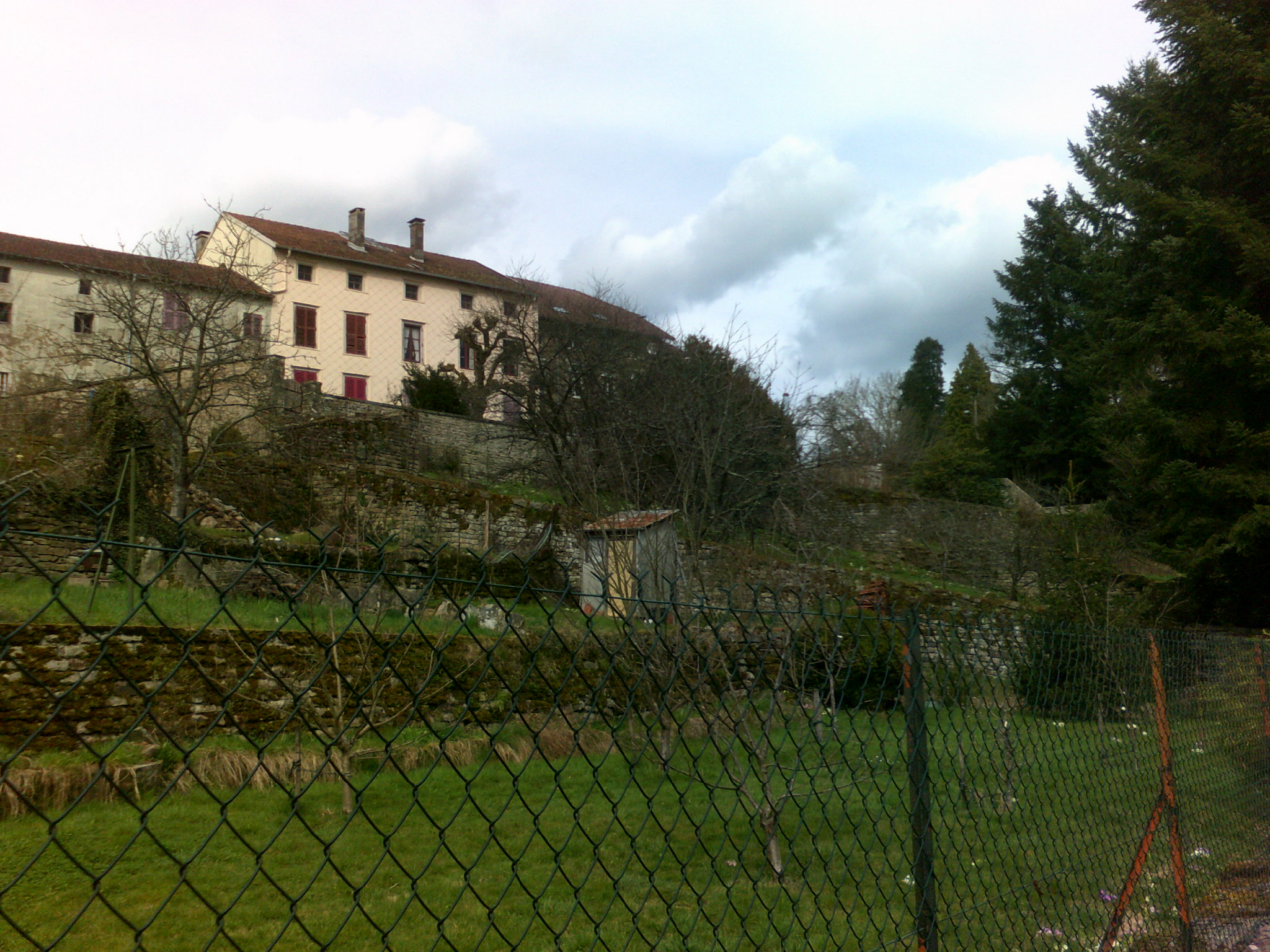
La maison du baron Girard
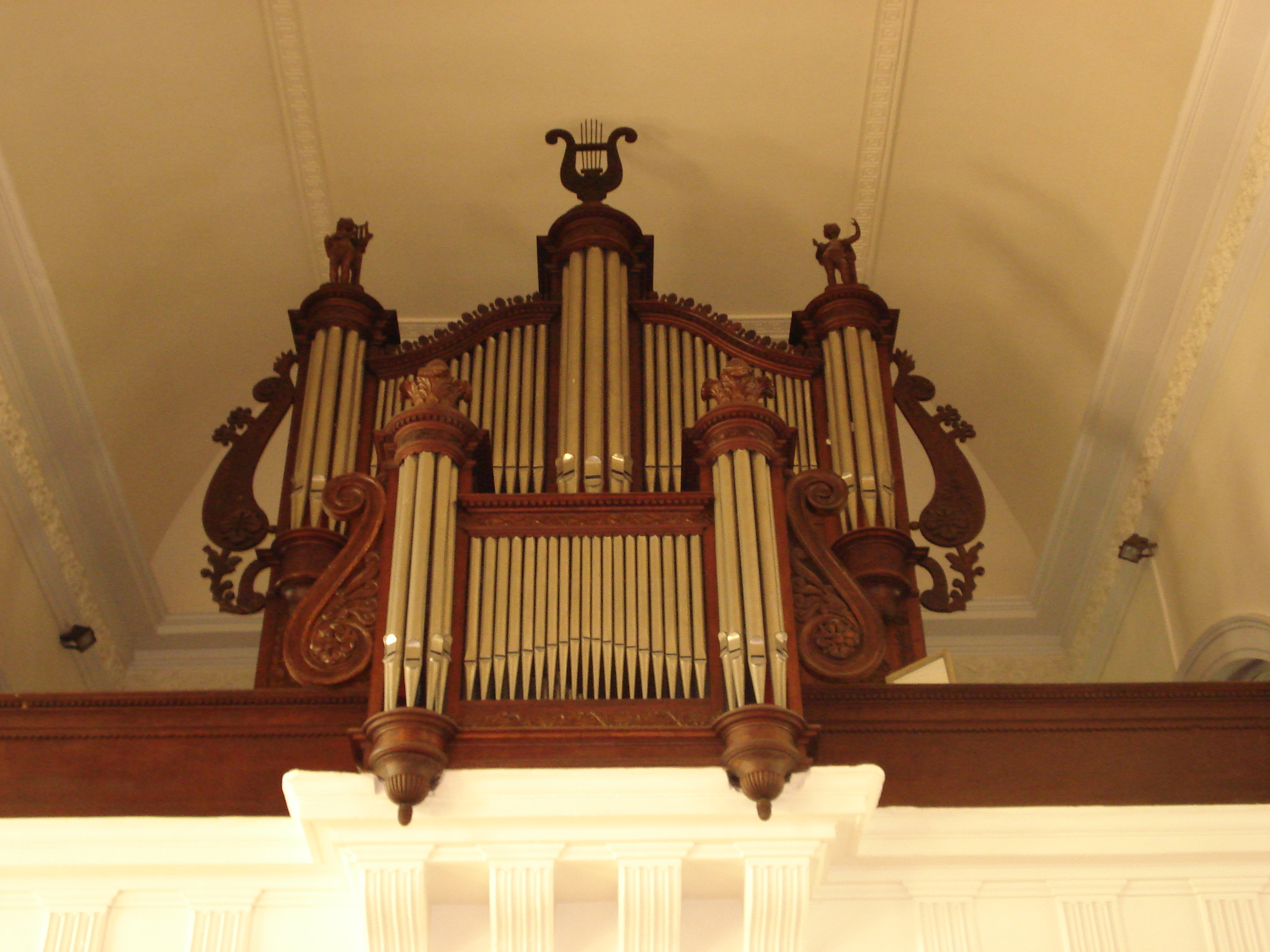
Église St-Colomban orgues de Nicolas-Antoine Lété
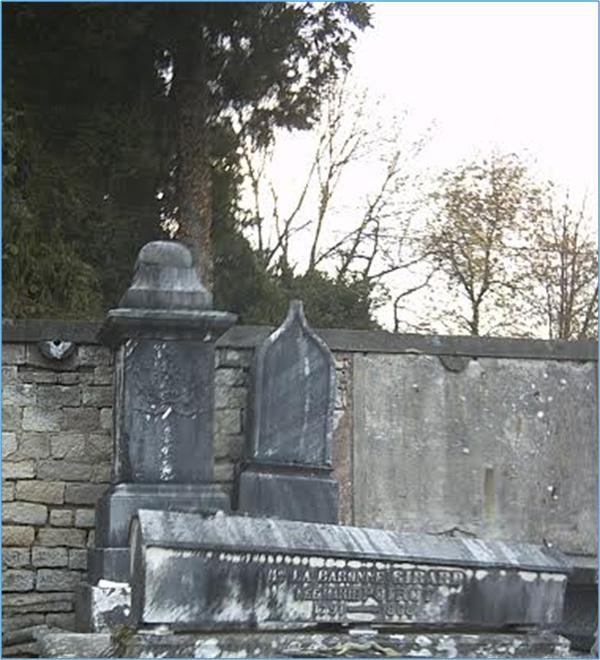
Tombes du baron et de la baronne Girard.

Après sa mort, le roi Louis-Philippe Ier, attribue, par ordonnance du 28 août 1847 une pension de 1 000 francs à sa veuve Marie Poirot .

### Le portrait de Madame Royale

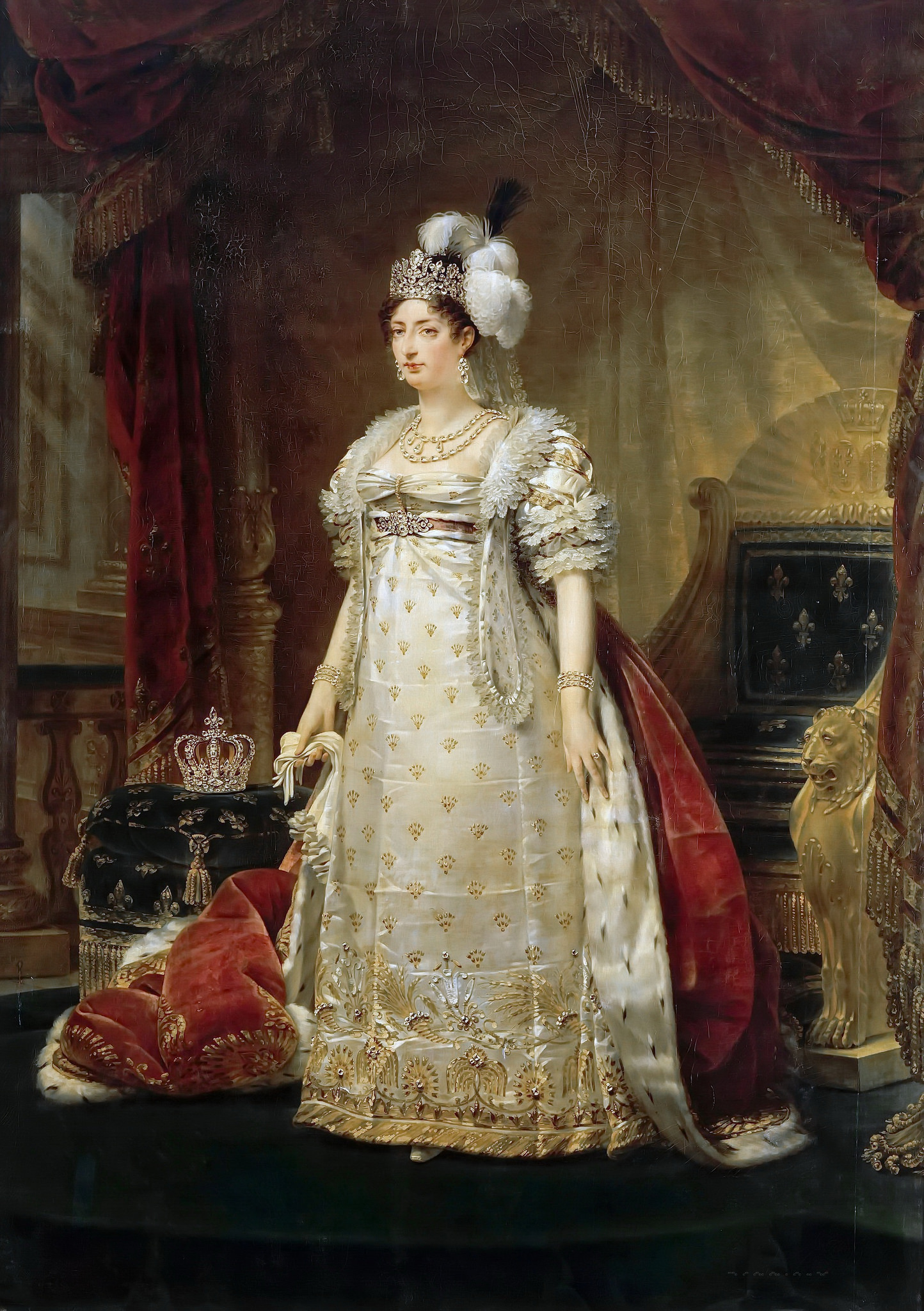
Portrait officiel de Marie-Thérèse-Charlotte de France par Antoine-Jean Gros en 1816.

Le 9 septembre 1828, Marie-Thérèse de France, dite Madame Royale, seule enfant survivante du roi Louis XVI et épouse du duc d’Angoulême, vient en visite à Bains. Alors qu'elle prend les eaux à Plombières, la Dauphine reçoit le baron Girard, maire de Bains, ainsi que le baron Falatieu, député. Tous deux la prient d' honorer leur ville d'une visite. Elle y reçoit un accueil enthousiaste et, pour remercier les habitants (tout comme leur maire à qui elle garde une vive reconnaissance en souvenir de la fidélité de celui-ci au duc d'Angoulême en 1815), elle offre à la ville une copie de son portrait officiel en pied, dont l'original est aujourd'hui au Louvre,. Hélas, deux ans plus tard, lors de la révolution de Juillet, le portrait de la Dauphine est mis en pièces et remplacé, à l'hôtel de ville, par un buste du roi Louis Philippe. Il ne subsiste du tableau que le cadre, réutilisé au profit d'un ex-voto du XVIIIe siècle dans la chapelle du Soldat , en l'église Saint-Colomban.

## Hommage
- L'Office du tourisme de Bains-les-Bains propose depuis la saison 2015 une fiche de promenade sur le thème du baron Girard, rédigée par la Société d'histoire Les Amis du Vieux Fontenoy[33].

## Sources
- Véronique André-Durupt, Ghislain Pina, Bains-les-Bains : une histoire d'eau, p. 35-37, éd. Amis du Vieux Fontenoy, 2014  (ISBN 978-2-9544897-1-1)
- Archives départementales des Vosges, cote 5 M 197-198-199, 243 J6
- Charles Charton, Annuaire administratif et statistique des Vosges 1848, p. 84-87
- Constant Olivier, Histoire de Bains-les-Bains, 2 volumes, 1909 et 1910, réédition, éd. Res Universis, 1990
- René Clair, À la gloire de la ville de Bains-les-Bains : station thermale de la Vôge, 2 000 ans d'histoire, éd. SAEP, Ingersheim, 1982
- Jean-Paul Rothiot et Jean-Pierre Husson, La Vallée du Côney, métallurgie et thermalisme, éd. Amis du Vieux Fontenoy et Fédération des sociétés savantes des Vosges, Nancy, 2011
- Dossier de Légion d'Honneur de Pierre Louis Girard
- Notice généalogique sur les familles genevoises, partie 2